# Cladosporium epimyces
Cladosporium epimyces är en svampart som beskrevs av Cooke 1882. Cladosporium epimyces ingår i släktet Cladosporium och familjen Davidiellaceae.   Inga underarter finns listade i Catalogue of Life.